# Serra del Sastret
La Serra del Sastret és una serra del terme municipal de Sant Esteve de la Sarga, del Pallars Jussà. A ponent enllaça amb el Serrat de Castellnou, i està situada a llevant, una mica decantada cap al sud, del poble de Castellnou de Montsec. La seva continuïtat pel costat de llevant és la serra del Coscó, ja dins del terme de Castell de Mur, també del Pallars Jussà.